# Infante

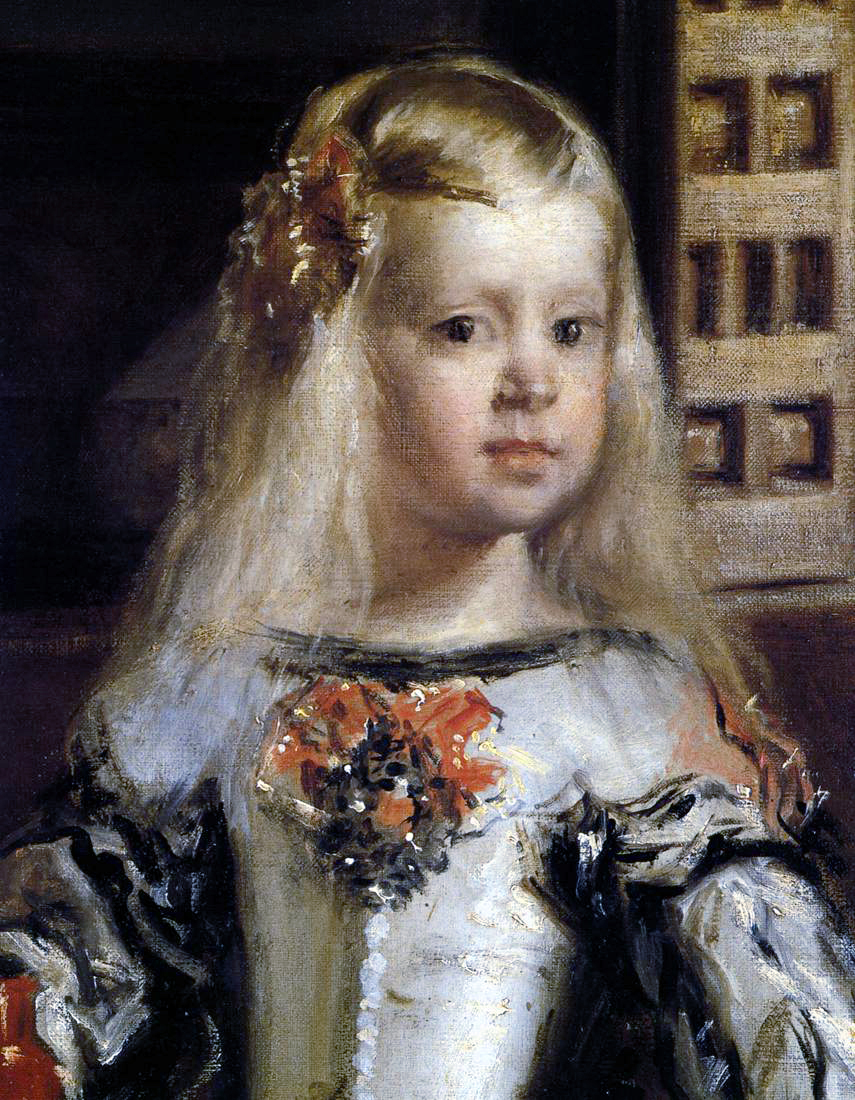
Infanta Margarita, pictură de Diego Velázquez

Infante (din spaniolă infante) este titlul dat copiilor regelui Spaniei și al Portugaliei, în afară de primul născut, care nu vor succeda la tron.